# Əhməd Bakıxanov
Əhməd Məmmədrza oğlu Bakıxanov (Ahmed Bakikhanov; Ахмед Бакиханов; * 5. September 1892 in Baku; † 26. März 1973 ebenda) war ein aserbaidschanischer Tarspieler und Musikpädagoge.
Bakıxanov gründete in den 1920er Jahren mehrere Musikensembles. Ab 1930 unterrichtete er auf Einladung Üzeyir Hacıbəyovs am Aserbaidschanischen Staatskonservatorium. Mit Hacıbəyovs Unterstützung gründete er 1941 ein Volksmusikensemble, das seinen Namen trägt und bis zur Gegenwart existiert. Es gab große Konzertprogramme und trat mit Mughammeistern wie Seyid Şuşinski, Huseyngulu Sarabsky, Cabbar Qaryağdıoğlu, Zülfü Adıgözəlov und anderen auf. Bakıxanovs Sammlung aserbaidschanischer Volksmusikinstrumente bildet den Grundstock der in seinem als Museum für traditionelle Musikinstrumente erhaltenen Wohnhaus ausgestellten Sammlung. Bakıxano wurde als Volkskünstler der Aserbaidschanischen SSR ausgezeichnet. Sein Sohn Tofiq Bakıxanov wurde als Komponist bekannt.